# Ceresium nigroapicale
Ceresium nigroapicale är en skalbaggsart som beskrevs av Dillon 1952. Ceresium nigroapicale ingår i släktet Ceresium och familjen långhorningar.
Artens utbredningsområde är Fiji. Inga underarter finns listade i Catalogue of Life.